# قوشتبه (أديامان)
قوشتبه (بالكردية: Hozirîn‏) (بالتركية: Kuştepe)‏ هي قرية كرديّة رشوانيّة تتبع إداريّاً لمديرية أديامان في محافظة أديامان التركية الواقعة في جنوب شرق الأناضول. وبلغ عدد سكانها 478 نسمة في عام 2021.